# Everybody Else Is Doing It, So Why Can't We?
Everybody Else Is Doing It, So Why Can't We? er et album med det irske rockband The Cranberries, fra 1993. The Cranberries havde deres succes i 1990'erne.

## Trackliste
Musikken er skrevet af Dolores O'Riordan / Noel Hogan og teksterne af O'Riordan.
1. "I Still Do" – 3:16
2. "Dreams" – 4:32
3. "Sunday" – 3:30
4. "Pretty" – 2:16
5. "Waltzing Back" – 3:38 (musik: O'Riordan)
6. "Not Sorry" – 4:20
7. "Linger" – 4:34
8. "Wanted" – 2:07
9. "Still Can't..." – 3:38
10. "I Will Always" – 2:42 (musik: O'Riordan)
11. "How" – 2:51 (musik: O'Riordan)
12. "Put Me Down" – 3:33